# 梅穆魯峰
61°33′57″N 8°30′28″E / 61.56583°N 8.50778°E
梅穆魯峰是挪威的山峰，位於該國東南部內陸郡，處於洛姆，距離首都奧斯陸220公里，屬於尤通黑門山脈的一部分，海拔高度2,301米，是該國第二十一高峰，受凍原氣候影響。